# Fotometría CCD
La fotometría CCD es un mecanismo
variantes de la que dispone la fotometría para determinar la magnitud de los diferentes astros (estrellas, planetas, galaxias...).
Aunque comenzó su andadura a mediados de los años 70, tras la aparición del chip CCD, los primeros modelos eran demasiado primitivos y rudimentarios para su uso astronómico; el primer trabajo fotométrico aparecido fue el titulado CCD Surface Photometry of Edge-On Spiral Galaxies (Bulletin of the American Astronomical Society, Vol. 8, p. 350), del año 1976.
La fotometría CCD, como su nombre indica, está basada en el uso de un chip como receptor y cuantificador de la luz recibida. Al tratarse de un semiconductor las mediciones obtenidas se facilitan en formato digital (dígitos, unidades A.D.U.) y no analógico, como en el caso de la fotometría fotográfica.
En el caso de un chip CCD es preciso utilizar filtros que eviten la desigual sensibilidad a la luz del semiconductor (respuesta espectral), con lo cual se evita falsear el aspecto de los astros a medir.
El uso de filtros fotométricos de ciertos colores, que pertenezcan a cualquier de los sistemas fotométricos definidos (banda B, banda V, etc.), evita el efecto selectivo del chip normalizando las mediciones.
Antes de comenzar a extraer mediciones fotométricas de la imagen tomada, es preciso haberla procesado de bias, campo oscuro y campo plano: con ello podremos afirmar que toda la luz recibida se ha debido únicamente al astro que deseamos medir y no (como ocurriría si no se procesase de este modo) al ruido de lectura de la cámara, rayos cósmicos que hayan incidido por azar, luz espuria de origen térmico u otros errores desconocidos.
Existen dos tipos de fotometría: de síntesis de apertura y fotometría diferencial; la última es la más utilizada por los aficionados, ya que no requiere complicadas transformaciones ni cálculos que han de tener en cuenta el color de las estrellas de referencia y chequeo, la altura de las estrellas sobre el horizonte local, la masa de aire, etc.
El uso de un chip CCD como elemento digitalizador de la imagen permite que se puedan seguir y estudiar una gran cantidad de estrellas distintas en una misma imagen: es el caso de capturar un cúmulo abierto (como puede ser M67) o un cúmulo globular como M13. Utilizando una secuencia fotométrica adecuada y filtros de color (fotometría en banda V, por ejemplo) es posible determinar los brillos de las distintas estrellas de la imagen con una precisión de 0,001 magnitudes. 
Muy recientemente (2004) se ha publicado un estudio del cúmulo M67 en el que se han medido las magnitudes de sus estrellas con una precisión de diezmilésimas de magnitud: (0.0001 magnitud); el trabajo en cuestión es A high relative precision color-magnitude diagram of M67 .
Existen diferentes programas para la medición fotométrica CCD: Astrometrica, Astroart, Maxim-DL son los más fiables, entre ellos destaca FoCAs, ya que a la calidad contrastada de sus medidas une una propuesta de unificación de método que ha contribuido a reducir sustancialmente la dispersión generada por ese motivo.